# Joaquín Gómez Mira
Joaquín G. Mira (Madrid, 26 de abril de 1941) es un científico y médico radiólogo especializado en Oncología radioterápica nacido y formado en España y más tarde en Estados Unidos, cuya trayectoria profesional se desarrolla en Estados Unidos desde el año 1967. Es miembro de la sociedad americana de oncología radioterápica (ASCO), American Society of Clinical Oncology, Recibió el título de fellow —que se podría traducir como clase alta— por el American College of Radiology y el nombramiento de consejero de esta institución. Es un médico en activo cuyo trabajo, logros y enseñanzas en el campo de la radioterapia oncológica están considerados como de alto nivel profesional.

## Biografía
Joaquín Gómez Mira nació en Madrid el 26 de abril de 1941. Hijo de Joaquín Gómez Mira (ingeniero industrial) y Juana García Gobantes (maestra).
Estudió el Bachillerato en el Colegio del Pilar de Madrid de 1946 a 1958. Fue una promoción fructífera que tuvo un número respetable de alumnos ilustres.
Siendo todavía colegial de bachillerato sintió una especial predilección por la asignatura de biología y tuvo la oportunidad de acceder a los libros de cirugía y medicina en general en la casa de un amigo cuyo padre era médico. Tras este primer contacto con la teoría escrita, tuvo la ocasión de presenciar en vivo operaciones quirúrgicas desde los puestos especiales destinados a los estudiantes en los quirófanos. Las clases de disección como observador y oyente, fueron otro lugar atractivo donde poder aprender mucho antes de meterse de lleno en el estudio de la carrera de medicina.

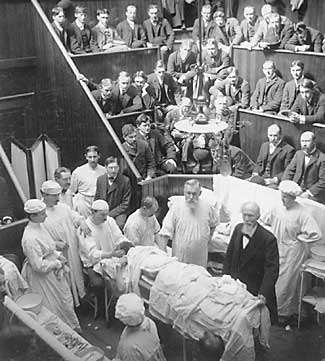
1901, anfiteatro de enseñanza clínica.
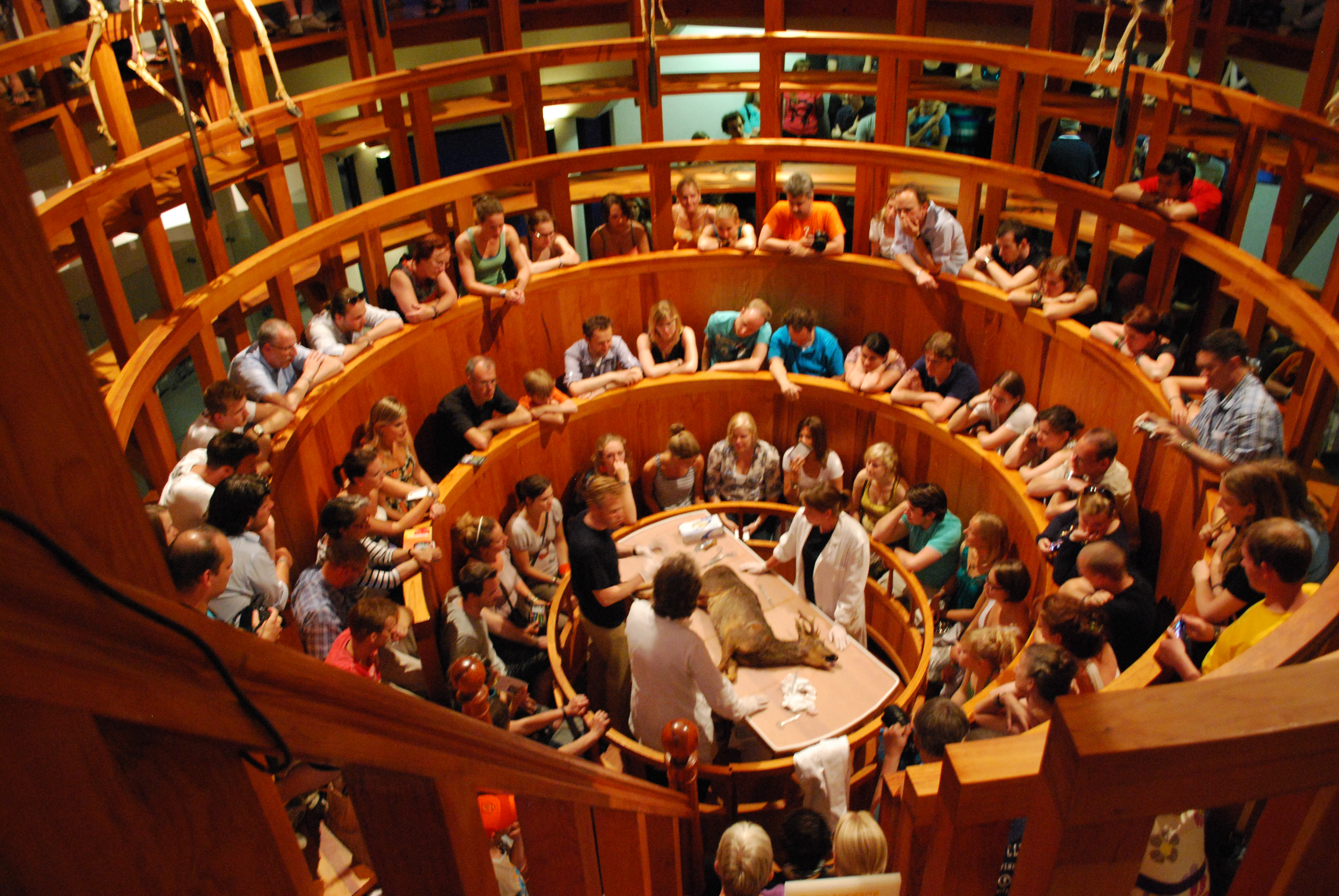
Lección de anatomía y disección en el 2010. Museo Boerhaave.
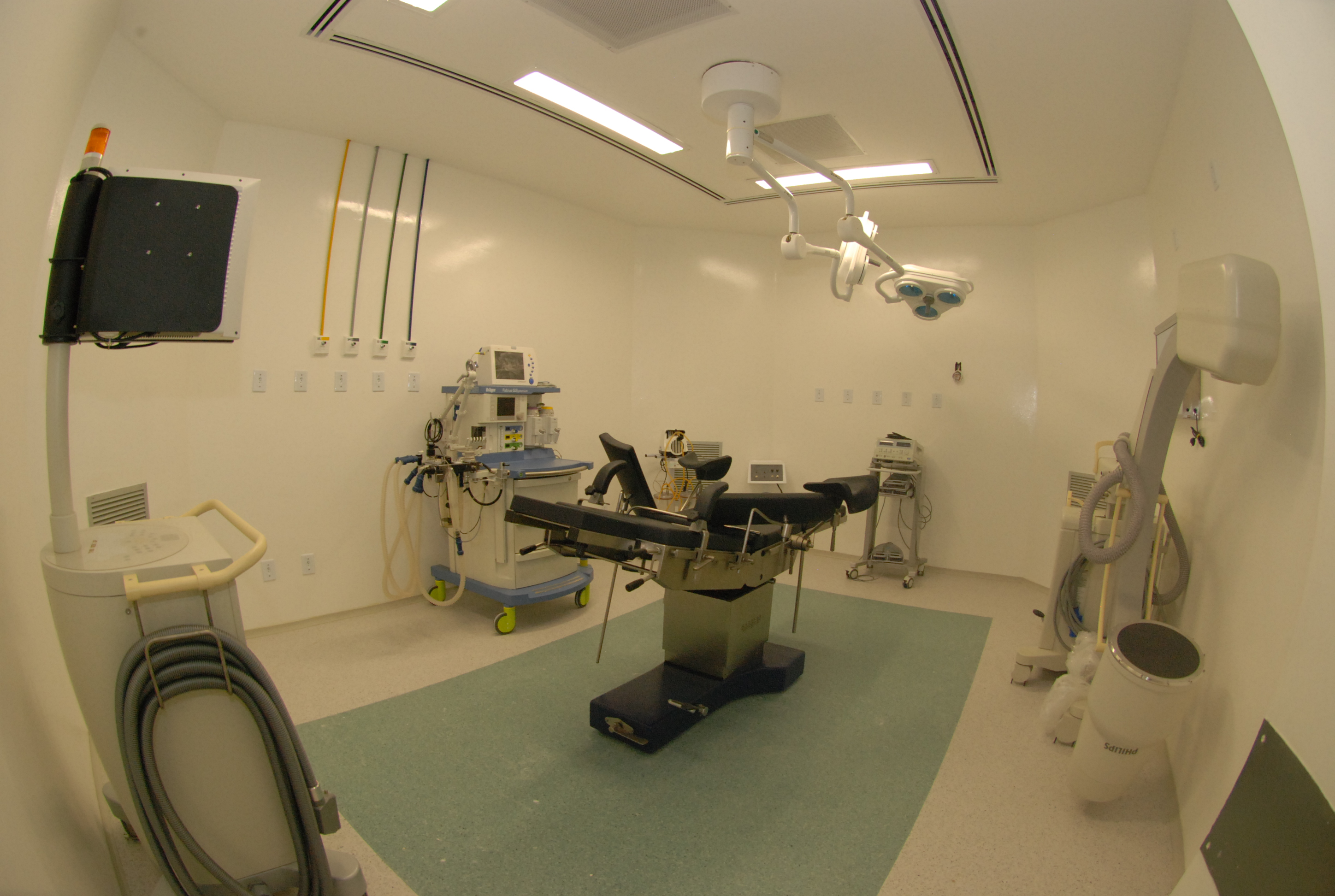
Quirófano moderno

Realizó sus estudios universitarios en la Facultad de medicina de la Universidad Complutense de Madrid obteniendo el título de licenciado en 1965. Desde octubre de ese año hasta junio de 1967 completó su formación profesional como interno en la Clínica de la Concepción, fundación de Carlos Jiménez Díaz, bajo la supervisión de este mismo doctor, en la especialidad de Medicina interna.
En julio de 1967 llegó a Seattle (Estados Unidos) en cuya Universidad completó en el Providence Hospital su periodo de formación médica en un internado rotatorio —Rotating Internship— bajo la dirección de Paul E. Hardy, M.D. Esta etapa era imprescindible para ejercer posteriormente la profesión y tenía una duración de un año. Hizo su residencia de radioterapia en Colorado bajo la dirección de Juan del Regato y completó un Fellowship (subespecialización) en el Memorial cancer Hospital en New York bajo la dirección de Guilio D’Angio.

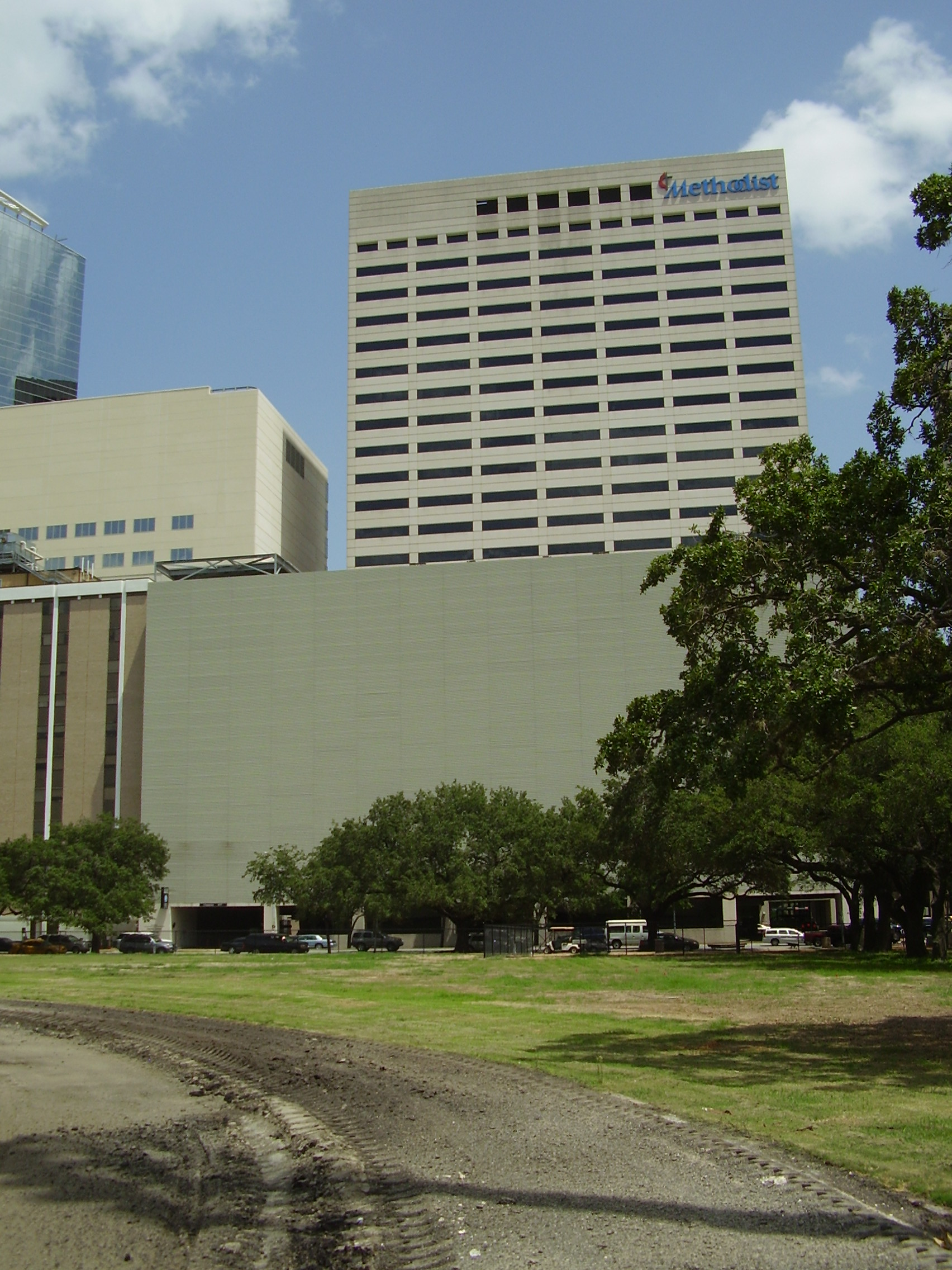
Centro Médico de Houston.

Comenzó el período profesional en el Methodist Hospital —en el Centro Médico de Houston— donde trabajó por espacio de dos años —hasta 1975— y al año siguiente marchó a vivir a San Antonio. Fue en Estados Unidos donde obtuvo el título de doctor en medicina (medical doctor).
A lo largo de diez años, de 1973 a 1983, trabajó también en la Universidad, publicando artículos científicos en diversas revistas de revisión por pares, de gran reputación. Fue nombrado director de Radioterapia en el Cancer Therapy & Research Center dependiente del National Cancer Institute. Al frente de un equipo de profesionales consiguió que esta especialidad llegara a resultados óptimos.

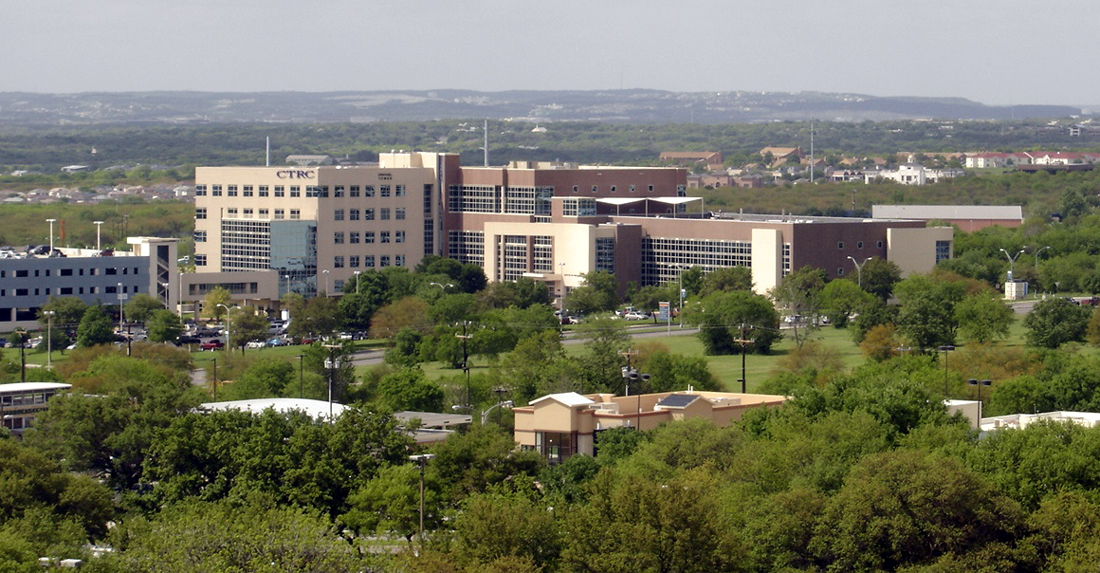
Centro de investigación de la terapia de cáncer.

Durante 21 años, hasta llegar a 1999 fue consiguiendo cada año un fellowship del Instituto Nacional de Salud Americano para poder trabajar en uno de los grupos oncológicos más grandes del mundo, el SWOG (Soutwest Oncology Group) —cuya sede estaba en San Antonio—, como investigador principal y jefe en el campo de Radioterapia en esa ciudad. Fue el responsable del tratamiento de los pacientes de radioterapia, responsable también de que las personas contratadas para el trabajo fueran adecuadas.

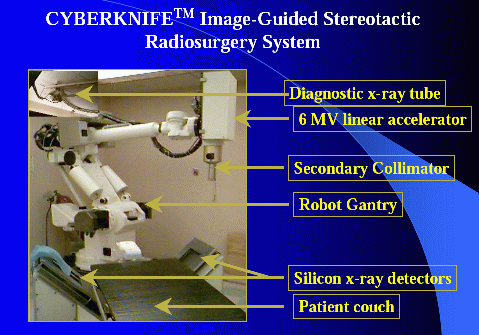
Primera máquina aprobada por la FDA (food and drug administration) americana para tratamientos con radiocirugía en todo el cuerpo. El modelo en la foto es bastante antiguo.

Más tarde inició una nueva actividad en el campo de la Radiocirugía, siendo uno de los pioneros en esta nueva modalidad de Radioterapia en Texas. Como consecuencia de este trabajo fue requerido como conferenciante en casi todos los países de habla hispana para dar noticia de las nuevas técnicas aportadas.
G. Mira empleó la última etapa de vida profesional —a partir del año 2005— en la práctica privada con pacientes particulares, con disminución de las tareas científicas o docentes. No obstante siguió siendo habitual el requerimiento desde el país vecino, México, para dar conferencias, especialmente sobre los últimos avances en la medicina del cáncer o sobre los nuevos ingenios adquiridos por su reciente grupo, South Texas Oncology Hematology especialmente sobre la llamada Cyberknife, la primera máquina que hubo en Texas especializada únicamente en radiocirugía para todo el cuerpo.
En el siglo XXI, (año 2012) Gómez Mira ocupa el cargo de Jefe de la sección de Radioterapia del South Texas Oncology Hematology Group (STOH) y de South Texas Accelerated Research Therapeutics (START), ambas en San Antonio.

## Trayectoria profesional
- Fundador en 1976 y jefe inicial del programa de residentes de Radioterapia en la Universidad de medicina de San Antonio que sigue vigente; a lo largo de estos años hubo cambios en la dirección del proyecto. En 1991, con la dimisión del jefe encargado del momento, el programa estuvo a punto de desaparecer pero la Universidad pidió a Gómez Mira que se hiciese cargo como jefe interino, de manera que el proyecto pudo salvarse hasta encontrar un nuevo jefe permanente universitario.

- Jefe del departamento de Radioterapia en el cáncer Therapy and Research Center desde 1993 a 2007. El sistema no es vitalicio sino que se elige el jefe cada año en votación secreta. Todos estos años Gómez Mira fue elegido.

- Jefe de varios comités dentro de esta institución Safety, Medical Records, quality assurance y otros más).

- Jefe de Médicos de la institución completa en tres ocasiones durante los años 1980, 1986 y 1993.[nota 5]

- Jefe del Comité ejecutivo del Cancer Therapy Center en esos años.[nota 6]

- Jefe de la sección de Radioterapia de la Sociedad de Radiología de Texas en 1999, en representación de los radioterapeutas del Estado de Texas.[nota 7]

- Por sus trabajos científicos y docentes, fue nombrado inicialmente profesor adjunto (assistant profesor), para pasar a profesor asociado, y acabar como clinical professor del departamento de Radioterapia de la Universidad.

## Actividades fuera de la medicina
En la década de los 80 del siglo XX fue durante cuatro años consecutivos presidente de la Casa de España en San Antonio (Texas). Tras cesar en el cargo siguió siendo miembro de la junta, colaborando y organizando diversas actividades.

## Publicaciones
La lista es extensa y está publicada en Internet. Aquí una pequeña muestra.
- Mira, J.G., Chu, F.C. and Fortner, J.G.: Radiotherapy for Malignant Hemangiopericytoma: Reported Eleven Cases and Review of Literature. Cancer, 39:1254-1259, 1977. (Su primera colaboración).
- Mira, J.G., and Livingston, R.B.: Evaluation and Radiotherapy Implications of Chest Relapse Patterns in Small Cell Lung Carcinoma Treated With Radiotherapy-Chemotherapy: Study of 34 Cases and Review of the Literature. Cancer, 46:2557-2565, 1980. Este artículo fue uno de los pioneros que demostró que sin radioterapia al tórax, este tipo de tumores (small cell o de células pequeñas) recidivan con más frecuencia.
- Mira, J.G., Livingston, R.B. and Moore, T.M.l: Influencing of Radiotherapy in Frequency and Patterns of Chest Relapse in Disseminated Small Cell Lung Carcinoma. Cancer, 50(7):1266-1272, en que se habla no sólo de la frecuencia de recidiva, sino también de los patterns o localización de estas recidivas en relación con los campos de radiación.
- Mira, J.G., Livingston, R.B. and Moore, T.N.: Influence of Chest Radiotherapy in Frequency and Patterns of Chest Radiotherapy in Frequency and Cell Lung Carcinoma. The Yearbook of Cancer 1984, Editor Roberta Medelson, Yearbook Medical Publishers, Inc., Chicago, Illinois.
- Mira, J.G., Chen, T.T., Livingston, R.B. and Wilson, H.E.:: Outcome of Prophylactic Cranial Irradiation and Therapeutic Cranial Irradiation in Disseminated Small Cell Lung Carcinoma: A Southwest Oncology Group Study. International Journal Radiation Oncology, 14(5):861-865, May, 1988. Sobre la aplicación de la radiación al cerebro como profilaxis.
- Mira, J.G., Elson, D.L., Taylor, S. and Osborne, C.K.: Simultaneous Chemotherapy-Radiotherapy With Prophylactic Cranial Irradiation for Inoperable Adeno and Large Cell Lung Carcinoma: A Southwest Oncology Group Study. International Journal of Radiation Oncology, 15(3):757-761, September, 1988. Sobre el estudio de la combinación quimiotarapia-radioterapia con radiación al cerebro como profilaxis en dos tipos de tumores que en aquella época no se habían explorado.

Monografías
- Mira, J.G.: Description of Radiotherapy Procedures. In CRC Handbook of Medical Physics, Volume II. Waggener, R.G., Kereiakes, J.G. and Shalek, R.J. (editors), CRC Press Inc., Boca Raton, Florida, p. 165-214, 1984.
- McCracken, J.D. and Mira, J.G.: Concurrent Chemotherapy and Radiation Therapy for Limited Small Cell Lung Cancer. Monograph, Bristol-Myers, Syracuse, New York, 1986.
- Mira, J.G.: Combined Modality Treatment for Small Cell Lung Cancer. Chapter in Combined Chemotherapy and Radiotherapy in Clinical Oncology. By Professor A. Hordwich. Edward Arnold Publishers, Kent, England, 1991.

Audiovisuales, radio, grabaciones, etc.
- 1978 Breast Cancer Awareness Week – KWEX-TV, San Antonio, Texas
- 1979 Breast Cancer Awareness Week – KWEX-TV, San Antonio, Texas
- 1980 Cancer of the Breast Interview – KWEX-TV, San Antonio, Texas
- 1990 Brachytherapy – KSAT-TV, San Antonio, Texas
- 1991 Early Diagnosis of Cancer – KSAT-TV, San Antonio, Texas.
- 2001 New Technology in Radiation Therapy – KWEX-TV, San Antonio, Texas
- 2001 Doc Talk – In Several Texas Television Stations
- 2003 New Radiation Technology – KWEX-TV, San Antonio, Texas
- 2004 New Medical Technologies – Despierta América, Univision Televisión, San Antonio, Texas
- 2005 Cyberknife Radiosurgery – KENS-TV, San Antonio, Texas
- 2009 Radisosurgery, new radiation technology--- Univision Televisison

Abstracts
Publicación de 35 abstractos de los cuales el primero fue:
- Mira, J.G. and Wescott, W.D.: Study of Sequential Changes of Salivary Flow Rate Produced by Radiotherapy Given to Patients with Head and Neck Tumors. Abstract in International Journal Radiation Oncology, Supplement 1, pp. 120-121, October, 1976.

Y el último en el año 2001:
- Mira, J.G., Hevezi, J. and Dodge, B.: New Technical Components of Syed Application for Locally Advanced Cancer of the Cervix. International Journal of Radiation Oncology, 51(3):327, Supplement 1, 2001.

## Membresías (condición de miembro colaborador)
- College of Physicians; Madrid, Spain desde 1966
- American College of Radiology desde 1974
- American College of Therapeutic Radiologists desde 1974
- Texas Radiological Society desde 1974
- Texas Medical Association desde 1977
- American Medical Association desde 1974
- Harris County Medical Society 1974 – 1975
- Bexar County Medical Society desde 1976
- National Surgical Adjuvant Breast Project desde 1976
- Scientific Advisory Council, Cancer Therapy and Research Foundation of South Texas desde 1976
- Southwest Oncology Group desde 1976
- Radiological Society of North America desde 1977
- Círculo de Radioterapeutas Ibero Latino Americano desde 1979
- American Society of Clinical Oncology desde 1980
- International Association – Study of Lung Cancer desde 1982
- Sociedad Hispano Americano de Texas en San Antonio desde 1988

## Distinciones
- Miembro fellow del American College of Radiology por méritos científicos y trabajos realizados en el College of Radiology Society.
- Admisión en listas del Who is who relacionadas con Fronteras de ciencia y tecnología (Frontier Science and Technology); Salud y servicios médicos (Health and Medical Services);Quién es quién en el mundo (Who is Who in the World); lista de Mejores doctores en América (Best doctors in America); Profesionales y recursos en cáncer (Professionals and Resources in Cancer); Manchester quién es quién entre los ejecutivos y profesionales (Manchester Who’s Who Among Executives and Professionals).

## Condecoraciones
En el año 2005 el rey de España Juan Carlos I le impuso la condecoración de la Encomienda de la Orden del Mérito Civil.